# MC1R
Le gène MC1R (en anglais : MelanoCortin 1 Receptor ; en français : Récepteur de la mélanocortine de type 1), ou Extension, est un gène déterminant la couleur de peau, la couleur des cheveux, la couleur des poils, la couleur des plumes et la couleur des écailles chez les vertébrés.
Il est situé sur le chromosome 16, locus 16q24 chez l'homme.
Sa protéine, du type récepteur couplé aux protéines G, est le récepteur de la mélanocortine du même nom. Il existe cinq types de récepteurs de la mélanocortine (MC1R à MC5R).

## Détermination de la couleur
Chez les mammifères (donc aussi chez l'être humain), la pigmentation est définie par deux pigments (la mélanine) :
- L'eumélanine qui est un pigment brun-noir
- La phéomélanine qui est un pigment jaune-rouge

Ceux-ci interviennent dans la coloration des yeux, des cheveux et de la peau chez l'Homme ; la couleur des poils, la couleur des plumes et la couleur des écailles chez les animaux.
Cette mélanine est créée par des cellules appelées mélanocytes.
Chez l'Homme, la quantité plus ou moins importante d'eumélanine dans les cheveux détermine la couleur allant du blond au noir.
Il existe sept variantes de couleurs de cheveux: noir (dont la couleur aile de corbeau, couleur la plus commune dans le monde), brun (2e couleur la plus commune dans le monde), auburn, châtain, roux, blond, gris et blanc.
- Pour les cheveux roux ou couleur cuivrée, il n'y a quasiment que de la phéomélanine (très peu d'eumélanine).
- Pour les cheveux blonds, il y a beaucoup de phéomélanine et peu d'eumélanine (sauf les blonds scandinaves)
- Pour les cheveux châtain clair ou blond foncé, il y a un mélange d'eumélanine et de phéomélanine
- Pour les cheveux bruns ou châtain foncé, il y a essentiellement de l'eumélanine et peu de phéomélanine.
- Pour les cheveux noirs, il n'y a que de l'eumélanine.
- Pour les cheveux blancs, il n'y a pas du tout de mélanine (soit du fait de l'albinisme, soit du vieillissement).

Schéma de la synthèse de la phéomélanine:

{\displaystyle {\rm {{Tyrosine{\,}{\,}{\,}{\xrightarrow {Enzyme\,\,\,Tyrosinase}}{\,}{\,}{\,}}{Dopa{\,}{\,}{\,}{\xrightarrow {Enzyme\,\,\,Dopa\,\,\,exydase}}}{\,}{\,}{\,}{Dopaquinone\,+\,Cyst{\acute {e}}ine}{\,}{\,}{\,}\longrightarrow {\,}{\,}{\,}Ph{\acute {e}}omelanine}}}
Schéma de la synthèse de l'eumélanine:

{\displaystyle {\rm {{Tyrosine{\,}{\,}{\,}{\xrightarrow {Enzyme\,\,\,Tyrosinase}}{\,}{\,}{\,}}Dopa{\,}{\,}{\,}{\xrightarrow {Enzyme\,\,\,Dopa\,\,\,exydase}}{\,}{\,}{\,}Dopaquinone{\,}{\,}{\,}\longrightarrow Dopachrome{\,}{\,}{\,}{\xrightarrow {Enzyme\,\,\,TYRP1}}{\,}{\,}{\,}Eum{\acute {e}}lanine}}}

## Le gène
Ce gène code une protéine appelée récepteur de la mélanocortine de type 1 (MC1R), qui est une protéine transmembranaire, faisant partie des récepteurs couplés aux protéines G, ancrée dans la membrane du mélanocyte. Celle-ci reconnaît la mélanocortine.
L'activité biologique de la protéine MC1R est la transformation des pigments rouges en pigments bruns :
- Lorsque cette protéine reconnaît l'hormone mélanotrope (mélanocortine), grâce à l'interaction de l'hormone α-MSH (récepteur de la pigmentation) avec la protéine MC1R, il y a synthèse de l'eumélanine. Cette mélanine est synthétisée par les mélanosomes (organites situés dans le mélanocyte) grâce à l'augmentation des activités des enzymes tyrosinase.
- Lorsque MC1R ne reconnaît pas de mélanocortine, le mélanocyte fabriquera la phéomélanine. Ceci est dû à l'interaction de la protéine Agouti avec MC1R, incitant à la réduction des activités des enzymes dans le mélanosome. En effet, la protéine agouti empêche la liaison de l'hormone α-MSH au récepteur MC1R en déplaçant l'α-MSH de son récepteur MC1R.

Ainsi, il existe différentes couleurs dues aux mutations du gène. Si la mutation de ce gène inactive le récepteur MC1R, il n'y a pas de fabrication de pigment brun (eumélanine), donc les individus ou animaux auront une couleur claire. Au contraire, si la mutation active le récepteur, il y a fabrication du pigment brun, donc les individus ou animaux auront une couleur foncée.
D'après une étude scientifique publiée dans le journal Nature Communications le 10 décembre 2018, menée sur près de 350 000 Anglais, le gène MC1R ne serait pas responsable à lui seul de la couleur rousse. D'autres gènes joueraient dans l'expression du gène MC1R, inhibant ou non la production de phéomélanine par exemple. Ces gènes seraient donc associés dans la production de mélanine (du blond au brun).

## Autres fonctions
Les personnes non rousses ayant une copie de la version inactive de la protéine codée par le gène MC1R et les personnes rousses, montreraient plus d'anxiété à l'idée de la douleur et seraient plus résistantes aux anesthésiants.
Ce récepteur modulerait également l'inflammation et interviendrait dans le transport du cholestérol par les macrophages.

## Cible thérapeutique
Le Dersimelagon est un agoniste des récepteurs à la mélanocortine 1 donné par voie orale et semble être une piste de traitement de la protoporphyrie érythropoïétique